# Menominee Township (Illinois)
Die Menominee Township ist eine von 23 Townships im Jo Daviess County im äußersten Nordwesten des US-amerikanischen Bundesstaates Illinois.

## Geografie
Die Menominee Township liegt im Nordwesten von Illinois zwischen der Grenze zu Wisconsin und dem Mississippi, der die Grenze zu Iowa bildet.
Die Menominee Township liegt auf 42°27′52″ nördlicher Breite und 90°32′08″ westlicher Länge und erstreckt sich über 79,33 km².
Die Menominee Township liegt im Nordosten des Jo Daviess County und grenzt an folgende Townships und -towns:
| Town of Jamestown (Grant County, Wisconsin) | Town of Hazel Green (Grant County, Wisconsin)  |                                        |
| Dunleith Township                           | Kompassrose, die auf Nachbargemeinden zeigt    | Vinegar Hill Township Rawlins Township |
| Mosalem Township (Dubuque County, Iowa)     | Tete Des Morts Township (Jackson County, Iowa) | West Galena Township                   |

## Verkehr
Durch die Menominee Township verläuft der den Illinois-Abschnitt der Great River Road bildende U.S. Highway 20, der hier auf eine Reihe untergeordneter Straßen trifft.
Durch die Menominee Township führt eine entlang des Mississippi verlaufende Bahnlinie der BNSF Railway.
Der nächste Flugplatz ist der rund 25 km westlich in Iowa gelegene Dubuque Regional Airport.

## Bevölkerung
Bei der Volkszählung im Jahr 2010 hatte die Township 1122 Einwohner.
Innerhalb der Menominee Township lebt der größte Teil der Bevölkerung in einzelnen Häusern auf gemeindefreiem Grund. Die einzige selbstständige Gemeinde ist Menominee mit dem Status "Village".